# Eduard Chil
Eduard Chil (ryska: Эдуард Анатольевич Хиль, engelsk translitterering: Eduard Anatolevič Khil), född 4 september 1934 i Smolensk, död 4 juni 2012 i Sankt Petersburg, var en rysk (sovjetisk) artist och sångare med sin storhetstid under 1960-, 70- och 80-talen. Hans mest berömda sång internationellt är Ja otjen rad, ved ja, nakonets, vozvrasjtjajus domoj (Я очень рад, ведь я, наконец, возвращаюсь домой, "Jag är jätteglad för att jag äntligen kommer hem").

## Biografi

### Uppväxt och utbildning
Eduard Chil föddes 1934 i Smolensk. Hans föräldrar var mekanikern Anatolij Vasiljevič Chil och bokhållaren Jelena Pavlovna Kalugina. Livet som barn var hårt för Chil. Hans föräldrar gick skilda vägar och han uppfostrades av sin mor. Under andra världskriget blev hans daghem bombat av Nazityskland. Han skildes från sin mor och evakuerades till Bekovo, där han hamnade i ett barnhem, som saknade grundläggande faciliteter. Han återförenades med sin mor 1943 när Smolensk befriades från Nazityskland och 1949 flyttade de till Leningrad, där han studerade konst. År 1955 antogs Chil till Leningrads konservatorium, där han studerade under ledning av Jevgenij Olchovkskij och Zoja Lodyj. Han tog examen 1960. Under sina studier utförde han olika ledande operaroller, däribland Figaro i Figaros bröllop.

### Karriär och framgång
Efter att ha besökt en Klavdija Sjulzjenko-konsert som ung började han utöva populärmusik. Han vann ett sångpris 1962 och var inbjuden att uppträda på "Festivalen av sovjetiska sånger" 1965. Han nådde andra plats i Sopot International Song Festival 1965. År 1967 vann kompositören Andrej Petrov Sovjetunionens statliga pris för en samling låtar som huvudsakligen utförs av Chil, och 1968 vann Chil "Meritorious Artist of RSFSR". "Orden av Röda Flaggan" tilldelades Chil år 1971, och Sovjetunionens mest prestigefyllda artistpris, Folkets artist, tilldelades Chil 1974. Han var så framgångsrik att man offentligt kallade honom "Leningrads symbol".
Åren 1977–1979 undervisade Chil i solosång vid Sankt Petersburgs statliga konstakademi. Chil turnerade i över 80 länder och vid sin död bodde han i Tolstoj-huset (Толстовский дом) i Sankt Petersburg. Efter Sovjetunionens fall på 1990-talet falnade hans sångkarriär och Chil fokuserade istället på privatlivet och arbetade på ett café i Paris som kabaréartist. Från 1997 deltog Chil med sin son i ett gemensamt projekt med rockgruppen Prepinaki. Till sin 75-årsdag 2009 tilldelades Chil "Förtjänstorden för fosterlandet", 4:e klass av Ryssland och under 2010 framträdde han i paraden på segerdagen i Sankt Petersburg.
Chil föll sakta i glömska under senare år men mot slutet av 2009 återvände Chil till rampljuset när han blev huvudpersonen i den virala Trololo-videon på Youtube. Filmen är en video från 1976 med en vokaliserad version av låten "Jag är jätteglad för att jag äntligen kommer hem" (Я очень рад, ведь я, наконец, возвращаюсь домой). Filmen var till en början framför allt populär genom att den blev länkad från sajten "Trololololololololololo.com". Namnet på sajten är en sammansättning av internetslangorden "Troll" och "LOL".

## Slaganfall och koma
I maj 2012 drabbades Chil av ett slaganfall och hamnade i koma på grund av en svår hjärnskada. Han avled den 4 juni samma år på ett sjukhus i Sankt Petersburg.